# Флеккер, Флориан
Флориан Флеккер (нем. Florian Flecker; родился 29 октября 1995 года, Фойтсберг, Австрия) — австрийский футболист, полузащитник клуба «ЛАСК».

## Клубная карьера
Флеккер начал профессиональную карьеру в клубе «Капфенберг». 31 июля 2015 года в матче против «Аустрии» из Лустенау он дебютировал во Второй Бундеслиге Австрии. В 2016 году в поединке против «Лиферинга» Флориан забил свой первый гол за «Капфенберг». Летом 2017 года Флеккер перешёл в «Вольфсберг». 22 июля в матче против «Ред Булл Зальцбург» он дебютировал в австрийской Бундеслиге. 16 декабря в поединке против «Маттерсбурга» Флориан забил свой первый гол за «Вольфсберг».
Летом 2018 года Флеккер перешёл в «Хартберг». 28 июля в матче против «Штурма» он дебютировал за новый клуб. 11 августа в поединке против венского «Маттерсбурга» Флориан забил свой первый гол за «Хартберг».
Летом 2019 года Флеккер перешёл в немецкий «Унион» из Берлина.